# 新南威尔士立法议会
新南威尔士立法议会（英語：New South Wales Legislative Assembly）是澳大利亚新南威爾斯州議會的下議院，與其對應的上議院是新南威爾斯立法局；兩院均在州首府悉尼的议会大厦進行會議，而立法會由議長主持。
立法會設有93個議席，採用單議席選區以選擇性的排序複選制選出議員，立法會議員可在名字後加上「MP」縮寫（自成立至1990年時使用「MLA」（Member of the Legislative Assembly）縮寫）。

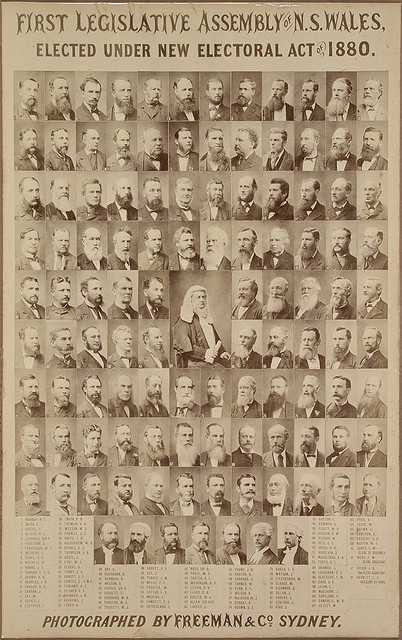
1880年第1屆新南威爾斯立法會議員

新南威爾斯立法會因經常在重要時刻發生激烈對抗和「野蠻的政治舞台及當中嗜血的職業球員」（"savage political theatre and the bloodlust of its professional players"）而有「觀熊場」（the bearpit）的稱呼。